# Doopceel
Een doopceel is een uittreksel uit het doopregister. Het wordt in de Nederlandse taal het meest gebruikt in de uitdrukking iemands doopceel lichten, wat betekent dat alles wordt uitgezocht over een persoon en diens verleden.
"Doopceel" is een samenstelling van doop en ceel/cedel/cedul, dat te herleiden is tot het Latijnse schedula (stukje papier).